# Аллен, Кит (актёр)
Кит Хо́уэлл Чарльз А́ллен (англ. Keith Howell Charles Allen, род. 2 сентября 1953, Лланелли, Уэльс) — британский актёр, писатель, телеведущий, артист, музыкант и комедиант. Является отцом певицы Лили Аллен и актёра Альфи Аллена, а также братом актёра и режиссёра Кевина Аллена.

## Ранняя жизнь и образование
Аллен родился 2 сентября 1953 года в Лланелли, Кармартеншире, Уэльс. Он был вторым из трех детей Эдварда Чарльза Оуэна (англ. Edward Charles Owen), подводника Королевского флота. Его младший брат — актёр Кевин Аллен. В детстве он жил недалеко от Суонси и на Мальте, а большую часть времени провёл в Госпорте, в то время как его отец служил в Портсмуте. В возрасте одиннадцати лет он был отправлен в школу-интернат Брентвуд (англ. Brentwood) в Эссексе, когда его отец был отправлен на службу в Сингапур. Он был исключен из школы в возрасте тринадцати лет, а в возрасте пятнадцати лет он был отправлен в колонию для несовершеннолетних преступников после того, как неоднократно был уличён в воровстве. Позже Аллен заявил, что «отлично провёл время» там.

## Личная жизнь
Будучи гостем на программе «Top Gear» 9 декабря 2007 года Аллен заявил, что слухи, что у него восемь детей не правдивы и что на самом деле у него шесть детей от четырёх разных женщин. От первой жены Элисон Оуэн, на которой он был женат с 1982 года по 1989 год, у него есть дочь Лили Аллен, известная поп-певица, и сын Альфи Аллен, актёр. Аллен был также женат на Найре Парк и имел связь с Джулией Савалией. В настоящее время состоит в отношениях с актрисой Тэмзин Маллсон, от которой у него есть дочь Тедди Роуз Аллен (англ. Teddie Rose Allen), родившаяся в 2006 году.
Хотя Аллен является убежденным социалистом, чья политическая философия находилась под влиянием Революционной коммунистической партии, он выразил сдержанное восхищение лидером Консервативной партии Дэвидом Кэмероном и её бывшим лидером Уильямом Хейгом.
В середине 1980-х Аллен пробыл в 21-дневном тюремном заключении в тюрьме Пентонвиль после того, как был признан виновным в преступном причинении ущерба в клубе Zanzibar в Ковент-Гардене.
Аллен был участником лондонской панк-группы The Atoms в 1970-х годах.

## Избранная фильмография

### Кино
| Год  | Название на русском          | Название на английском       | Роль                   |
| ---- | ---------------------------- | ---------------------------- | ---------------------- |
| 1985 | Суперстукач                  | The Supergrass               | Вонг                   |
| 1985 | Небрежные связи              | Loose Connections            | Кит                    |
| 1988 |                              | The Yob                      | Патрик Чёрч            |
| 1989 | Скандал                      | Scandal                      | Кевин                  |
| 1990 | Чикаго Джо и стриптизерша    | Chicago Joe and the Showgirl | Ленни Бексли           |
| 1992 | Колумб, за работу!           | Carry On Columbus            | Пепи-отравитель        |
| 1993 | Молодые американцы           | The Young Americans          | Джек Дойл              |
| 1994 | Неглубокая могила            | Shallow Grave                | Хьюго                  |
| 1994 | Большой бедлам               | Beyond Bedlam                | Марк Гилмор            |
| 1994 | В западне                    | Captives                     | Ленни                  |
| 1995 | Синий сок                    | Blue Juice                   | Майк                   |
| 1996 | Лох-Несс                     | Loch Ness                    | Гордон Шоалс           |
| 1996 | На игле                      | Trainspotting                | дилер                  |
| 1997 | Город близнецов              | Twin Town                    | Эмрис                  |
| 2000 | Ржавый алюминий              | Rancid Aluminium             | доктор Джонс           |
| 2001 | Другие                       | The Others                   | мистер Марлиш          |
| 2001 | Моя жена — актриса           | My Wife Is an Actress        | Дэвид, режиссёр фильма |
| 2002 | Медвежий поцелуй             |                              | Лу                     |
| 2008 | Фильм со мной в главной роли | A Film With Me in It         | Джек                   |
| 2013 | Винил                        | Vinyl                        | Минто, член группы     |
| 2015 | Гектор                       | Hector                       | Джимбо                 |
| 2016 | Эдди «Орёл»                  | Eddie the Eagle              | Терри, отец            |
| 2017 | Kingsman: Золотое кольцо     | Kingsman: The Golden Circle  | Чарльз                 |

### Телевидение
| Год     | Название на русском        | Название на английском            | Роль                       | Примечания    |
| ------- | -------------------------- | --------------------------------- | -------------------------- | ------------- |
| 1988    | Очень британский переворот | A Very British Coup               | Томпсон                    | Мини-сериал   |
| 1988-89 | Разбирательство            | Making Out                        | Рекс Баккли                | Сезоны 1 — 2  |
| 1994    | Мартин Чезлвит             | Martin Chuzzlewit                 | Джонас Чезлвит             | Сезон 1       |
| 1996    | Шерман                     | Sharman                           | Брэйди                     | Эпизод 2      |
| 2004    | Книжный магазин Блэка      | Black Books                       | Дэйв «Мышиное ухо» Смит    | Эпизод 3.4    |
| 2006-09 | Робин Гуд                  | Robin Hood                        | Вэйзи, шериф Ноттингемский | Сезоны 1 — 3  |
| 2007    | Мобильник                  | Mobile                            | сэр Джеймс Корсон          | Мини-сериал   |
| 2010-11 | Беглянка                   | The Runaway                       | Дэнни Диксон               | Телесериал    |
| 2011    | Преступления прошлого      | Case Histories                    | Ричард Моат                | Эпизоды 3 и 4 |
| 2011    | Новые трюки                | New Tricks                        | беглец                     | Эпизод 8.2    |
| 2011    | Ферма тел                  | The Body Farm                     | Д. И. Хэйл                 | Сезон 1       |
| 2012    | Остров сокровищ            | Treasure Island                   | Слепой Пью                 | Мини-сериал   |
| 2013    | Большая ночь               | Great Night Out                   | Даррен, фермер             | Эпизод 1.6    |
| 2013    | Любыми средствами          | By Any Means                      | Николас Мэйсон             | Телесериал    |
| 2014    | Мой безумный дневник       | My Mad Fat Diary                  | Виктор                     | Эпизод 2.5    |
| 2015    | Дядя                       | Uncle                             | дядя Фрэнк                 | Эпизод 2.5    |
| 2015    |                            | We're Doomed The Dad's Army Story | Пол Фокс                   |               |
| 2016    | Смерть в раю               | Death in Paradise                 | Нил Дженкинс               | Эпизод 5.5    |

## Книги
- Allen, Keith. Grow Up (англ.). — Ebury Publishing[англ.], 2007. — ISBN 978-0-09-191070-9.